# Honor Blackman

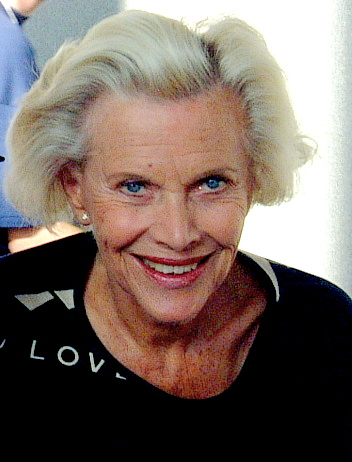
Honor Blackman în 2000

Honor Blackman (n. 22 august 1925, Londra, Anglia, Regatul Unit – d. 5 aprilie 2020, Lewes, Anglia, Regatul Unit) a fost o actriță britanică.

## Filmografie
- 1947 Fame Is the Spur : Emma (debut, nemenționată)
- 1948 Quartet :  Paula
- 1948 Daughter of Darkness : Julie Tallent
- 1949 Diamond City : Mary Hart
- 1949 A Boy, a Girl and a Bike : Susie Bates
- 1949 Conspirator : Joyce
- 1950 So Long at the Fair : Rhoda O'Donovan
- 1951 Green Grow the Rushes : Meg Cuffley
- 1952 Come Die My Love : Eva
- 1954 Delavine Affair : Maxine Banner
- 1954 The Rainbow Jacket : Mrs. Tyler
- 1954 Diplomatic Passport : Marcelle
- 1955 Breakaway : Paula Grant / Paula Jackson
- 1955 The Glass Cage : Jenny Pelham
- 1957 Suspended Alibi : Lynn Pearson
- 1957 You Pay Your Money : Susie Westlake
- 1957 Account Rendered : Sarah Hayward
- 1958 African Patrol : Pat Murray
- 1958 A Night to Remember : Liz Lucas
- 1959 Danger List (film scurt) : Gillian Freeman
- 1959 The Square Peg : Leslie Cartland
- 1961 A Matter of WHO : Sister Bryan
- 1962 Serena : Ann Rogers
- 1962 Sfântul (The Saint) : Pauline Stone
- 1962–1964 Răzbunătorii (The Avengers) serial TV : Cathy Gale
- 1963 Iason și Argonauții (Jason and the Argonauts) : Hera
- 1964 Goldfinger (Goldfinger) : Pussy Galore
- 1965 The Secret of My Success : Baroness Lily von Luckenberg
- 1965 Moment to Moment : Daphne Field
- 1965 Life at the Top : Norah Huxley
- 1968 Shalako – Lady Julia Daggett
- 1968 A Twist of Sand : Julie Chambois
- 1968 Bătălia pentru Roma I (Kampf um Rom), regia Robert Siodmak și Sergiu Nicolaescu : Amalaswintha
- 1969 Bătălia pentru Roma II (Kampf um Rom) : Amalaswintha
- 1969 Twinky, (Lola) : Mummy
- 1970 The Virgin and the Gypsy : Mrs. Fawcett
- 1971 Fright : Helen
- 1971 Something Big : Mary Anna Morgan
- 1972 Boney: Boney In Venom House (film TV) : Mary Answorth
- 1972 Columbo: Dagger of the Mind (film TV) : Lillian Stanhope
- 1976 To the Devil a Daughter : Anna Fountain
- 1977 Ragtime Summer : Mrs. Boswell
- 1978 The Cat and the Canary : Susan Sillsby
- 1983 Orfeu în infern (Orpheus in the Underworld) (BBC TV) : Juno / Empress Eugénie
- 1984 The First Olympics: Athens 1896 (film TV) : Ursula Schumann
- 1985 Minder on the Orient Express (film TV) : Helen Speeder
- 1986 Doctor Who (Terror of the Vervoids) : Professor Lasky
- 1990–1996 The Upper Hand (serial regular TV) : Laura West
- 1998 Legenda mumiei Talos (Tale of the Mummy), regia Russell Mulcahy : Captain Shea
- 1999 To Walk with Lions : Joy Adamson
- 2001 Jurnalul lui Bridget Jones (Bridget Jones's Diary) : Penny Husbands-Bosworth
- 2005 New Tricks : Kitty Campbell
- 2005 Summer Solstice : Countess Lucinda Reeves
- 2009 Hotel Babylon : Constance Evergreen
- 2010 Reuniting the Rubins : Gran Rubin
- 2012 I, Anna : Joan
- 2012 Cockneys vs Zombies : Peggy
- 2013 Casualty : Agatha Kirkpatrick
- 2013 By Any Means : Celia Butler
- 2015 You, Me & Them : Rose Walker